# Daimon-dōri
Pour les articles homonymes, voir Daimon.
Le Daimon-dōri (大門通, Daimon-dōri) est une voie du nord de Kyoto, dans l'arrondissement de Kita. Orientée est-ouest, elle débute au Shinmachi-dōri (ja) et termine au Shichikunishi-dōri.
Avec le Daimonminami-dōri (大門南通, Daimonminami-dōri) au sud et le Daimonkita-dōri (大門北通, Daimonkita-dōri) au nord, elle forme le groupe de rues Daimon (大門通, Daimon-dōri).

## Description

### Situation
Le Daimon-dōri est une rue situé au centre de l'arrondissement de Kita. Elle commence dans le quartier de Koyamanishigen'i-chō (小山西玄以町) et termine dans ceux de Shichikunishinoyamahigashi-chō (紫竹西野山東町) et de Shichikunishikurisu-chō (紫竹西栗栖町). La rue commence au Shinmachi-dōri (ja) (新町通) et termine au Shichikunishi-dōri (紫竹西通),. La rue bifurque au nord après Ōmiya-dōri puis revient à sa hauteur initiale à Daitokuji-dōri, donnant l'impression d'une interruption de rue. Ainsi, selon certaines sources, la rue termine à Daitokuji-dōri (大徳寺通),,. Elle suit le Daimonminami-dōri (大門南通) au sud et précède le Daimonkita-dōri (大門北通) au nord.
La circulation se fait en sens unique de l'est vers l'ouest. La rue fait environ 1 200 mètres de long.

### Voies rencontrées
Liste des voies rencontrées,,. Les voies rencontrées de la droite sont mentionnées par (d), tandis que celles rencontrées de la gauche, par (g). Seules les rues portant un nom sont listées.
1. Shinmachi-dōri (ja) (新町通)[1],[3]
2. Aburanokōji-dōri (ja) (油小路通)
3. Horikawa-dōri (en) (堀川通)
4. Inokuma-dōri (ja) (猪熊通)
5. Ōmiya-dōri (en) (大宮通)[1]
6. Daitokuji-dōri (大徳寺通)[1],[3]
7. Ushiwakahigashi-dōri (牛若東通)
8. Ushiwaka-dōri (牛若通)
9. Funaokahigashi-dōri (船岡東通)
10. Shichikuhigashi-dōri (紫竹東通)
11. Shichikunishi-dōri (紫竹西通)[1]

### Transports en commun

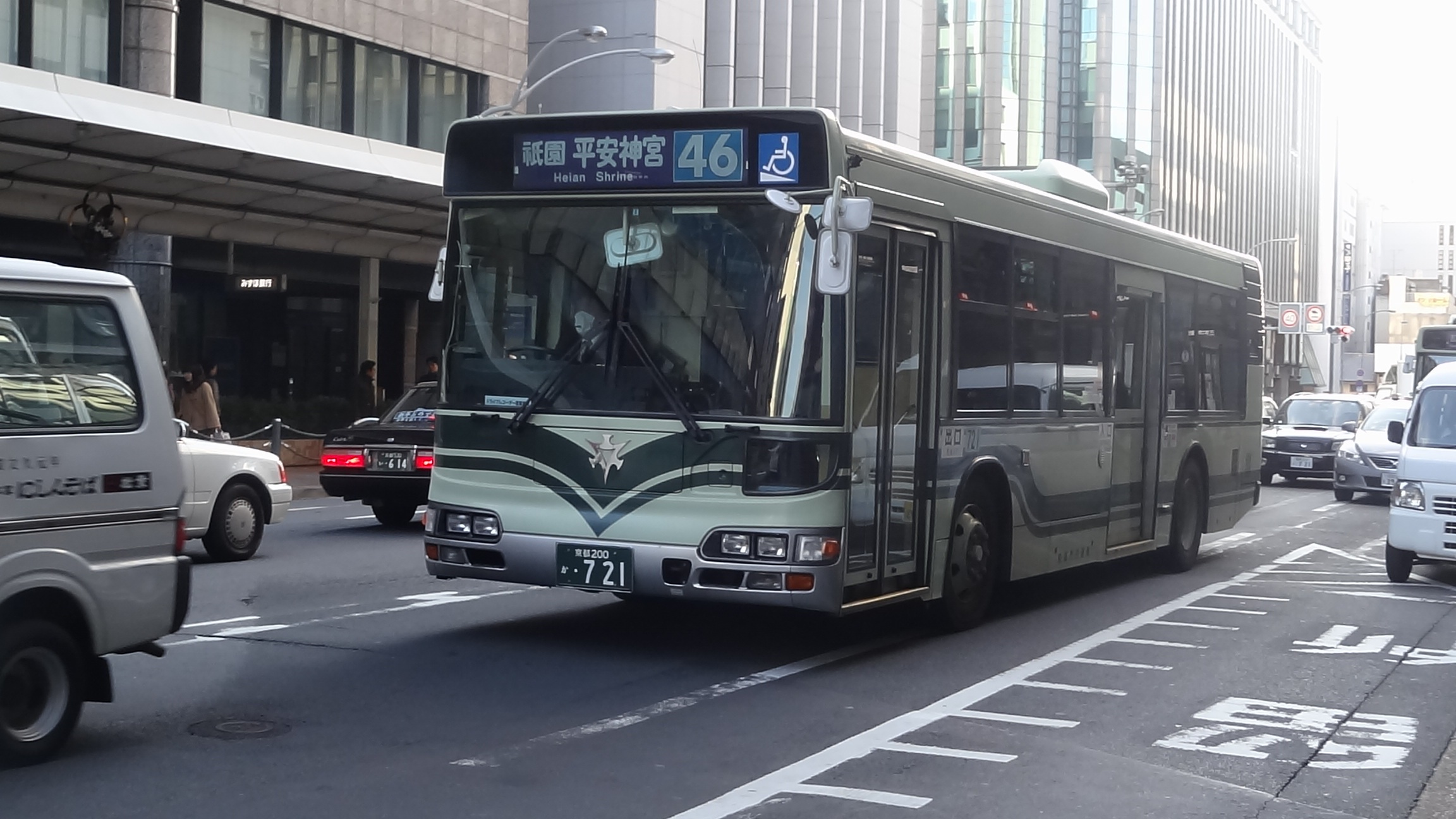
Autobus de la ligne 46 passant dans le centre-ville.

Les bus du réseau d'autobus de Kyoto (ja) ne passent pas sur la rue. Les arrêts les plus proches sont sur Kitayama-dōri au sud et Gen'i-dōri au nord. Les arrêts sur Kitayama sont Motomachi (元町, ligne Nord8), au carrefour de Kitayama et Aburanokōji, Kami-Horikawa (上堀川, lignes 9, 37, 67, Nord1, Nord8, Spécial 37), au carrefour de Kitayama et Horikawa, Shimomidori-chō (下緑町, lignes Nord1, Nord8), au carrefour de Kitayama et Ōmiya, Jōtokuji-mae (常徳寺前, lignes Nord1, Nord8), au carrefour de Kitayama et Ushiwaka, et Murasakino Sendō-chō (紫野泉堂町, lignes 1, 6, Nord1, Nord8), au carrefour de Kitayama et Shichikunishi.
Les arrêts sur Gen'i sont Shimogishi-chō (下岸町, lignes lignes 4, 9, 37, 46, 67, Spécial 37), au carrefour de Gen'i et Horikawa, Shimotakedono-chō (下竹殿町, lignes 46, Spécial 37), au carrefour de Gen'i et Ōmiya, Ōmiyadaimon-chō (大宮大門町, lignes 46, Spécial 37), au carrefour de Gen'i et Ushiwakahigashi, et Ōmiya Kōtsukōen-mae (大宮交通公園前, lignes 46, Spécial 37), au carrefour de Gen'i et Funaokahigashi,.
On trouve aussi les arrêts Ushiwaka (牛若, ligne 46), au carrefour de Funaokahigashi et Kitayamakita, et Gentaku-shita (玄琢下, lignes 1, 6, Nord1), au carrefour de Daimonkita, Gentaku-michi (玄琢道) et Shichikunishi.

## Odonymie
Le nom « Daimon » (大門) signifie « grande (大) porte (門) ». C'est le nom de plusieurs lieux autour de la rue, comme un parc et des arrêts d'autobus. Le nom « Daimon » est aussi attesté dans les noms de quartiers Ōmiyasōmonguchi-chō (大宮総門口町) et Ōmiyadaimon-chō (大宮大門町). L'origine est inconnue, mais cela semble être une référence à un la grande porte d'un ancien point sur la rue qui a depuis disparu.
Le nom pourrait être aussi une référence à l'ancien village de Higashishichikudaimon (東紫竹大門町), qui y était situé et qui avait fusionné en 1889 pour former le village d'Ōmiya, intégré à Kyoto en 1931.

## Histoire
La rue n'existait pas au XIXe siècle et apparaît durant l'ère Shōwa (1926-1989),. La région était alors encore agricole et se situait dans les villages de Higashishichikudaimon (東紫竹大門村) et d'Ōmiya (大宮村), plus tard intégrés dans la ville de Kyoto. La rue est créée en 1929, dans sa section de Shinmachi-dōri quelques dizaines de mètres plus loin. En 1935, la rue est prolongée jusqu'à Daitokuji-dōri. La section à l'ouest de Daitokuji-dōri apparaît après 1953.

## Patrimoine et lieux d'intérêt
On y trouve le parc pour enfants Daimon (大門児童公園), au carrefour avec Ushiwaka-dōri, du côté sud. Dans le parc se trouve un petit autel Jizō. Au carrefour avec Daitokuji-dōri se trouve un petit autel Jizō avec 18 statues du Jizō et une cloche datant de l'époque d'Edo (1603-1868).

## Groupe de Daimon-dōri
Le groupe de Daimon-dōri fait référence à trois rues orientées est-ouest au nord de Kitaōji-dōri (北大路通), commençant au sud par Daimonminami-dōri (大門南通, Daimonminami-dōri), suivi par Daimon-dōri (大門通, Daimon-dōri) et terminant par Daimonkita-dōri (大門北通, Daimonkita-dōri), au nord. Il est bordé au sud par le groupe de Kitayama-dōri (北山通) et au nord par le groupe de Gen'i-dōri (玄以通).

### Daimonkita-dōri
Daimonkita-dōri (大門北通, Daimonkita-dōri) est une rue commençant à l'est à Koromonotana-dōri, juste avant Kamo-kaidō (加茂街道), aux berges du fleuve Kamo, et terminant à Shichikunishi-dōri, en passant par Shinmachi-dōri, Aburanokōji-dōri, Horikawa-dōri, Inokuma-dōri, Ōmiya-dōri, Daitokuji-dōri, Ushiwakahigashi-dōri, Ushiwaka-dōri et Funaokahigashi-dōri,,,. La rue est décalée à plusieurs reprises, notamment entre Daitokuji-dōri et Funaokahigashi-dōri. Selon certaines sources, elle commencerait à Shinmachi-dōri et terminerait à Daitokuji-dōri,. La circulation se fait en sens unique de l'ouest vers l'est.

### Daimonminami-dōri
Daimonminami-dōri (大門南通, Daimonminami-dōri) est une courte rue commençant à l'est à Koromonotana-dōri et terminant à Shichikunishi-dōri, en passant par Shinmachi-dōri, Aburanokōji-dōri, Horikawa-dōri, Inokuma-dōri, Ōmiya-dōri, Daitokuji-dōri, Ushiwakahigashi-dōri, Ushiwaka-dōri et Funaokahigashi-dōri,,. La rue est très étroite entre Daitokuji et Ushiwakahigashi. Selon certaines sources, la rue commencerait à Shinmachi-dōri et terminerait à Daitokuji-dōri ou Ushiwakahigashi-dōri,,. Elle est à sens unique de l'ouest vers l'est.
On y trouve entre Inokuma et Ōmiya le parc Midori-chō (緑町公園). Dans ce parc se trouve le petit sanctuaire shinto Komori-sha (小森社), sanctuaire annexe du Kamigamo-jinja.